# Лада (Румунія)
Лада (рум. Lada) — село у повіті Телеорман в Румунії. Входить до складу комуни Тетерештій-де-Жос.
Село розташоване на відстані 71 км на захід від Бухареста, 40 км на північ від Александрії, 111 км на схід від Крайови.

## Населення
За даними перепису населення 2002 року у селі проживали 397 осіб, усі — румуни. Усі жителі села рідною мовою назвали румунську.